# Квинт Петелий Либон Визол
Квинт Петелий Либон Визол (лат. Quintus Poetelius Libo Visolus; V век до н. э.) — римский политический деятель из плебейского рода Петелиев, член второй коллегии децемвиров.
Аппий Клавдий, руководивший выборами во вторую децемвирскую коллегию, смог обеспечить победу в них ряду выгодных для себя кандидатов. Среди них были три плебея, включая Квинта Петелия; Клавдий сделал их децемвирами, чтобы расположить народ в свою пользу. Таким образом, Петелий стал одним из трёх плебеев, впервые занявших высшую должность в Римской республике (450 год до н. э.).
Когда сабиняне совершили очередной набег на владения Рима, Петелию наряду с Манием Рабулеем и Квинтом Фабием Вибуланом поручили вести войну с ними. Римское войско потерпело полное поражение при Эрете из-за недовольства солдат правлением децемвиров и бежало почти до самого города. Именно в этом войске по приказу Фабия был убит бывший народный трибун Луций Сикций Дентат, что стало одним из главных поводов к восстанию и свержению децемвиров.
После примирения патрициев и плебеев Квинт Петелий, как и все его коллеги по должности, стал частным лицом и отправился в изгнание; его имущество было конфисковано.
У исследователей нет уверенности в том, что децемвир Квинт Петелий Либон Визол действительно существовал. У плебеев Петелиев, занимавших высшие магистратуры в IV веке до н. э., действительно был предок с преноменом Квинт, но он мог возвыситься благодаря трибунату или консулату. Сыновьями Квинта были Гай (отец консула 360 года до н. э.) и Марк (дед консула 314 года до н. э.).